# 인플루엔자바이러스 D형
인플루엔자바이러스 D형(Influenza D virus)는 인플루엔자바이러스 D형속에 속하는 바이러스 종명이다. 오르토믹소바이러스과에 속하며, 인플루엔자를 일으킨다. 돼지와 소를 감염시키며, 인간을 감염시킨 사례는 아직 알려지지 않았다. 2011년에 돼지에게서 처음으로 분리되어 2016년에 오르토믹소바이러스과가 만들어지며 새로 분류되었다. 이전에는 인플루엔자바이러스 C형의 아류로 여겨지며 인플루엔자바이러스 C형속에 속하였었다.
해당 바이러스는 인플루엔자바이러스 A, B, C형과 비교했을 때 잘 발견되지 않는 편이다. A형과 B형의 8개의 RNA 분절이 10개의 단백질을 암호화하는데 비해, C형과 동일하게 7개의 분절이 9개 단백질을 암호화한다.

## 인플루엔자바이러스 D형
인플루엔자바이러스들은 오르토믹소바이러스과에 속하며, A, B, C, D 총 네 가지 형태의 항원형이 있다. 이 중 인플루엔자바이러스 A형이 가장 심각하며, 그 다음으로 인플루엔자바이러스 B형이 심각한데 여전히 유행병의 성격을 가진다. 인플루엔자바이러스 C형은 보통 비교적 심한 증상을 일으키지 않는다. 인플루엔자바이러스 D형이 이중 가장 드물며, 인간을 감염시킨 사례는 아직 알려지지 않았다. 하지만 인구의 1.3% 정도가 인플루엔자바이러스 D형의 헤마토글루티닌화를 억제하는 항체를 보유하고 있으므로, 아직 발견되지 않은 감염사례가 존재할 것이라는 추측을 하기도 한다. 그러나 이 항체는 인플루엔자바이러스 C형에 감염된 후에도 생성되므로, 인플루엔자바이러스 D형이 사람을 감염시키는지에 대해서는 더 많은 연구가 요구된다.
인플루엔자바이러스 C형과 아미노산 배열의 절반 정도가 유사하다. C형과 D형은 대략 1500년전인 서기 482년에 분기된 것으로 여겨진다. 또한 인플루엔자바이러스 D형 자체에도 두 아류가 있는데, 대략 1972년도 정도에 분기된 것으로 여겨진다.
인플루엔자바이러스 A형은 주로 조류를 통해 감염되는 한편, B, C, D는 동물을 거쳐 사람에게 감염되지는 않는다고 알려져있다. 또한 C형과 D형은 잘 분리되지 않아 알려진 정보가 적지만, 전 세계에서 널리 발견된다는 사실이 알려져있다.
표면에서 단기간 생존하는 능력으로 인해 호흡기 비말이나 무생물 매개물을 통해 전파된다. 18~72시간의 비교적 짧은 잠복기를 가지고 있으며, 기도의 상피세포를 감염시킨다.
허파의 일반적인 온도인 37°C에서 잘 배양되는데 C형 바이러스보다도 잘 복제된다. 다른 인플루엔자바이러스들보다 변이가 일어나는속도가 느리며 허파를 감염시키기 시작한 뒤로 몇 차례 변이를 거치지 않은 것으로 추정되는데, 상기했듯 아직 인간을 감염시키지도 못하는 것으로 여겨진다.

## 구조와 변종
오르토믹소바이러스과의 바이러스들은 외피를 가진 RNA 바이러스이며 단일가닥 유전체를 가지고 있다. 항원으로는 기질 단백질(M1)과 핵단백질(NP)이 있는데, 이는 바이러스가 A, B, C, D형중 어디에 속하는지 구분하는 기준이 된다. M1 단백질은 바이러스 조립에, NP는 전사와 복제시 사용된다. 또한 인플루엔자바이러스들은 표면에 당단백질을 보유하고 있다. A형과 B형은 헤마글루티닌(HA)와 뉴라미니다아제(NA), 총 두 종류의 당단백질을, C형과 D형은 헤마글루티닌 에스테라아제 융합 당단백질(HEF), 총 한 종류의 당단백질을 가지고 있다. 이 당단백질들은 바이러스막과 세포막이 잘 융합할 수 있게 돕는다. 두 막이 융합한 후에는 바이러스의 유전체와 단백질이 숙주세포내로 방출되는데, 이로써 감염이 이루어진다. C형과 D형은 에스테라아제를 발현하는 유일한 인플루엔자이다. 이 효소는 A형과 B형의 뉴라미니다아제와 유사하며, 둘 다 숙주세포의 수용체를 파괴하는 기능을 한다. 이 당단백질들은 변이나(항원소변이), 재배열(항원 이동)중에 놓여있어 새로운 HA나 NA가 만들어질 수도 있다. A형은 항원소변이의 가능성도 있으나, C형과 D형의 경우 오직 항원 이동의 가능성만 있음이 보고되었다. 그러나 둘 중에 하나만 일어나더라도 항체가 더 이상 제 기능을 수행하지 못한다.

## 검출
바이러스 C, D형은 A, B형과 성장환경이 다르며, 인플루엔자바이러스 D형의 경우는 특히 분리가 어렵다. 바이러스 분리, 혈청학 등의 방법을 통해 검진된다. 혈청학적 방법으로는 헤마글루티닌 억제(HI)가 사용된다. 항체를 첨가하여 색 변화를 통해 단백질의 존재를 검출하는 방식들인 웨스턴 블랏이나 효소결합면역흡착검사(ELISA) 역시 혈청을 검사하는데 사용된다. ELISA의 경우 HI보다 HEF에 더 좋은 반응성을 보인다. C형과 D형이 에스테라아제를 생산하기 때문에, C형과 D형에 한정해 검사를 하는 것이 목적이라면 in situ 에스테라아제 검정을 실시하는 것이 더 빠르고 저렴하다.

## 예방 접종
인플루엔자바이러스 A형의 경우 동물을 매개로 하며 모든 아형들이 항원 이동에 놓여있기 때문에 범유행의 가능성이 있다. A형과 B형이 매년 계절형 유행병으로 등장하는 이유 역시 이 항원 이동 때문이다. 그러나 인플루엔자바이러스 C형과 D형은 항원 이동을 보이지 않기 때문에 유행하는 성격은 없다. 따라서 이 두 바이러스에 대한 사람 대상의 백신은 존재하지 않는다. 불활성화된 인플루엔자바이러스 D형을 이용한 백신이 소를 대상으로 개발되긴 하였으나, 현재 임상실험중이다.

## 참고 문헌
- Lucas Ferguson; Alicia K. Olivier; Suzanne Genova; William B. Epperson; David R. Smith; Liesel Schneider; Kathleen Barton; Katlin McCuan; Richard J. Webby; Xiu-Feng Wan (June 2016). “Pathogenesis of Influenza D Virus in Cattle”. 《Journal of Virology》 90 (12): 5636–5642. doi:10.1128/jvi.03122-15. PMC 4886773. PMID 27030270.
- Wagaman PC, Spence HA, O'Callaghan RJ (May 1989). “Detection of influenza C virus by using an in situ esterase assay”. 《J. Clin. Microbiol.》 27 (5): 832–36. doi:10.1128/JCM.27.5.832-836.1989. PMC 267439. PMID 2745694.
- ICTVdB database for Influenza viruses